# Železný kopec (Šluknovská pahorkatina)
Železný kopec (německy Eisenhübel) je kopec o nadmořské výšce 471 m, který leží v Mikulášovicích v Ústeckém kraji.

## Charakteristika
Vrch náleží ke geomorfologickému celku Šluknovská pahorkatina, jeho okrsku Šenovská pahorkatina a podokrsku Mikulášovická pahorkatina. Geologické podloží tvoří střednězrnný lužický granodiorit, kterým pronikají žíly křemene a doleritu. Křemen i dolerit jsou obohaceny o rudy železa, zejména limonit, po jehož pokusné těžbě se zachovalo několik hald. Na svazích kopce se nachází kamenná moře. Půdním pokryvem je převážně dystrická kambizem, doplněná o kambizem modální eutrofní a podél vodních toků o modální glej. Podél úpatí protéká Strážný potok a jeho přítoky, které jsou skrze Křinici a Labe odvodňovány do Severního moře. Celý kopec je zalesněn silně poškozeným jehličnatým lesem.

## Galerie

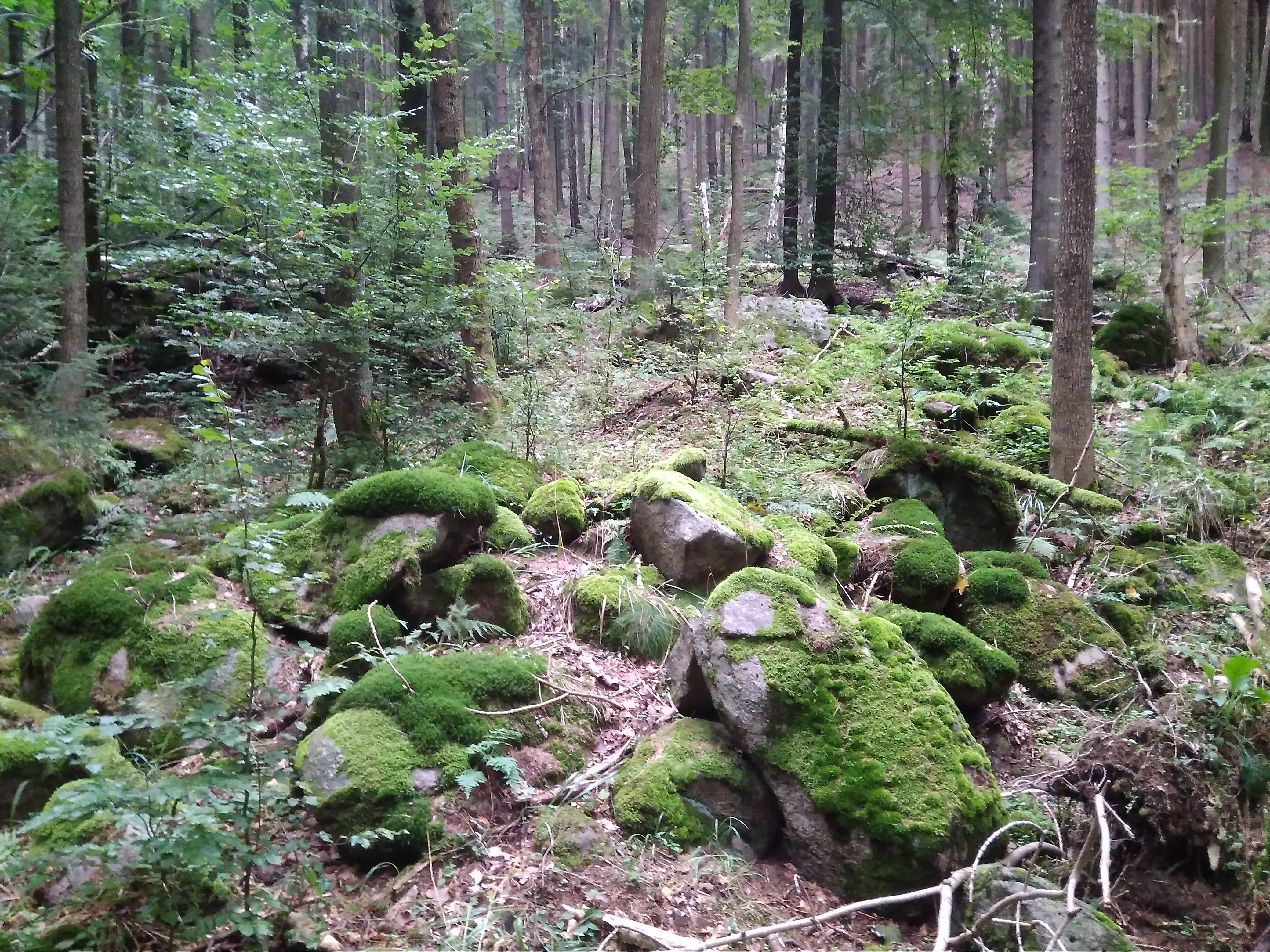
Kamenné moře
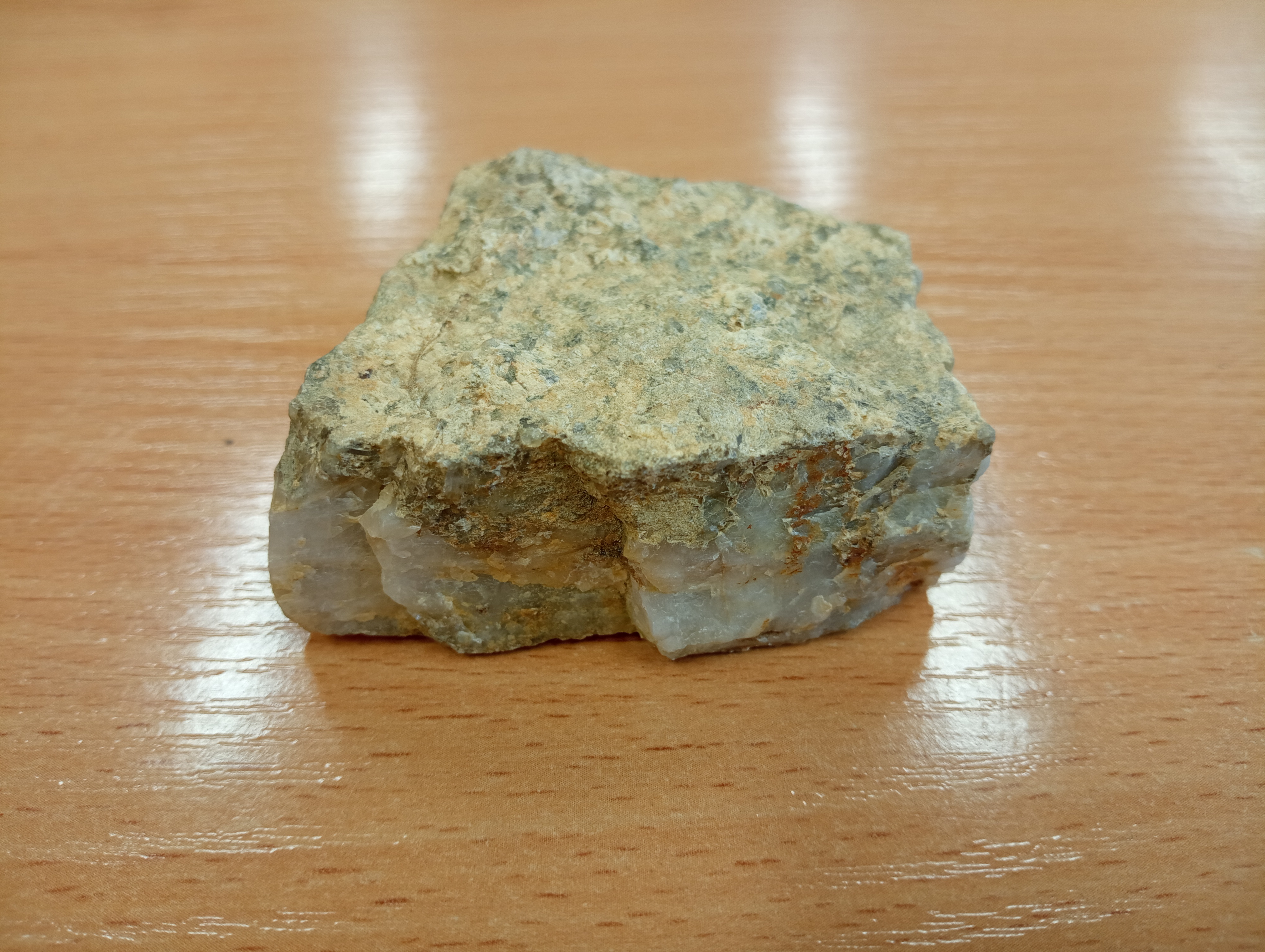
Lužický granodiorit s křemenem
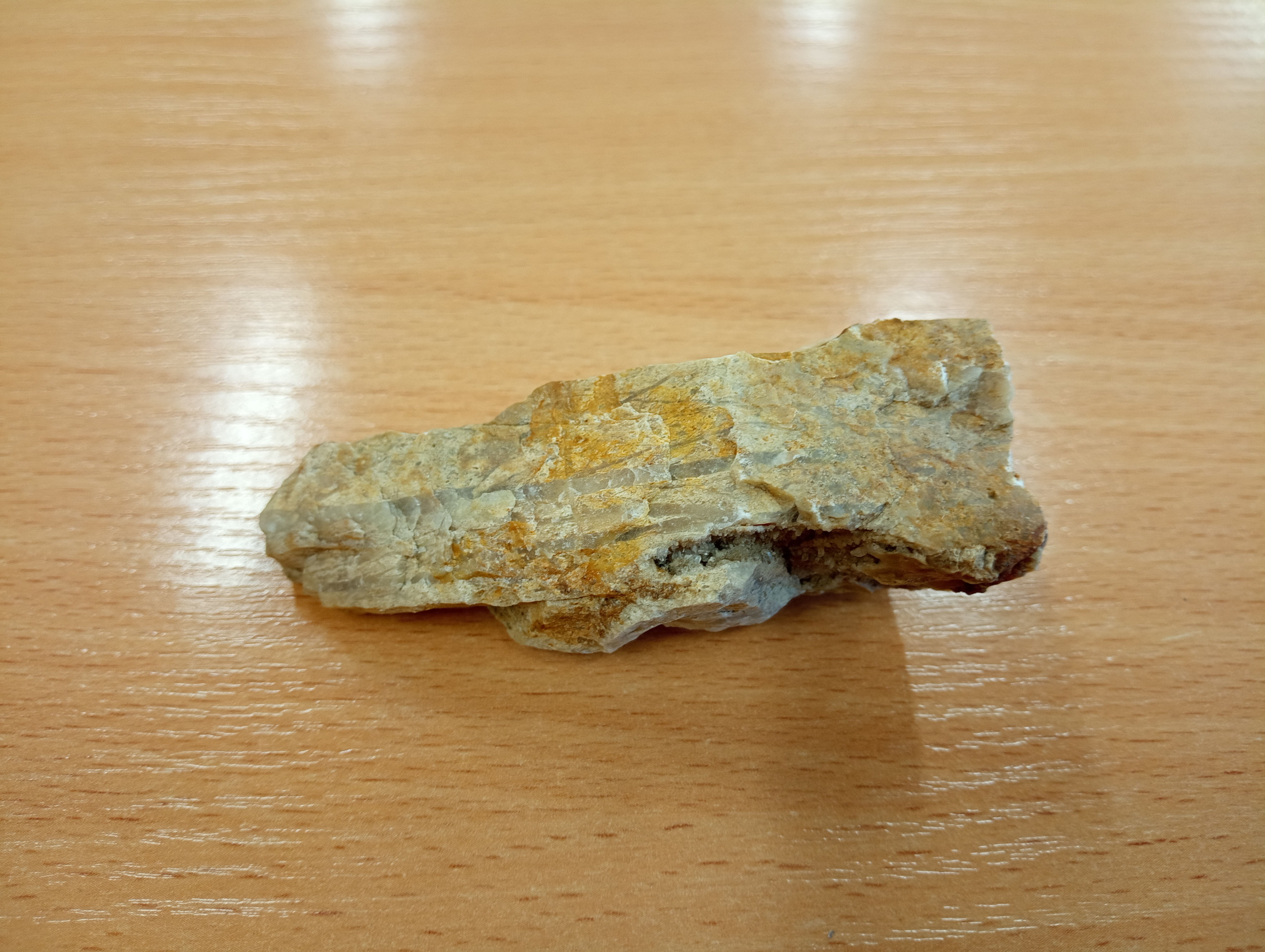
Živec s křemenem
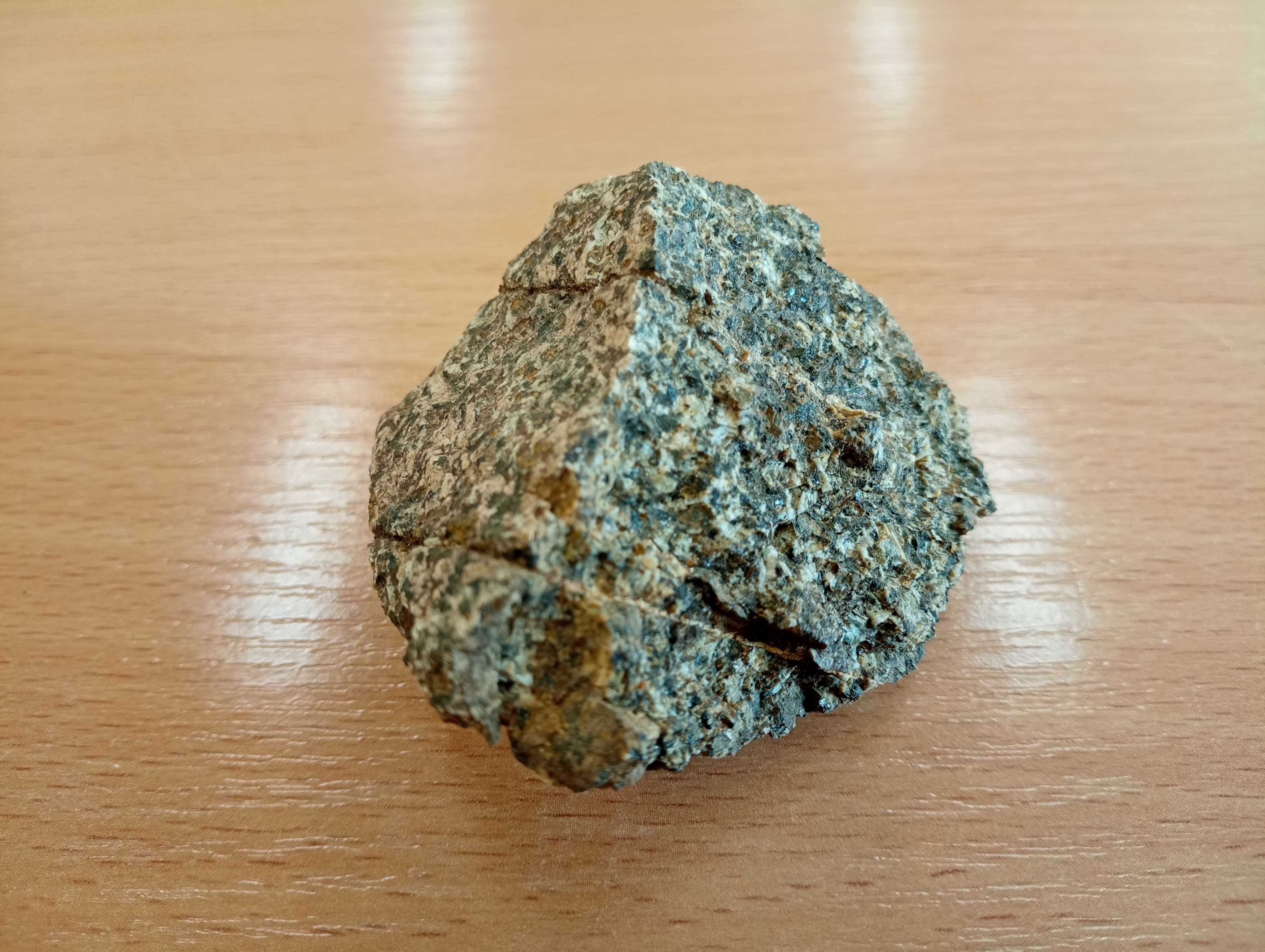
Dolerit
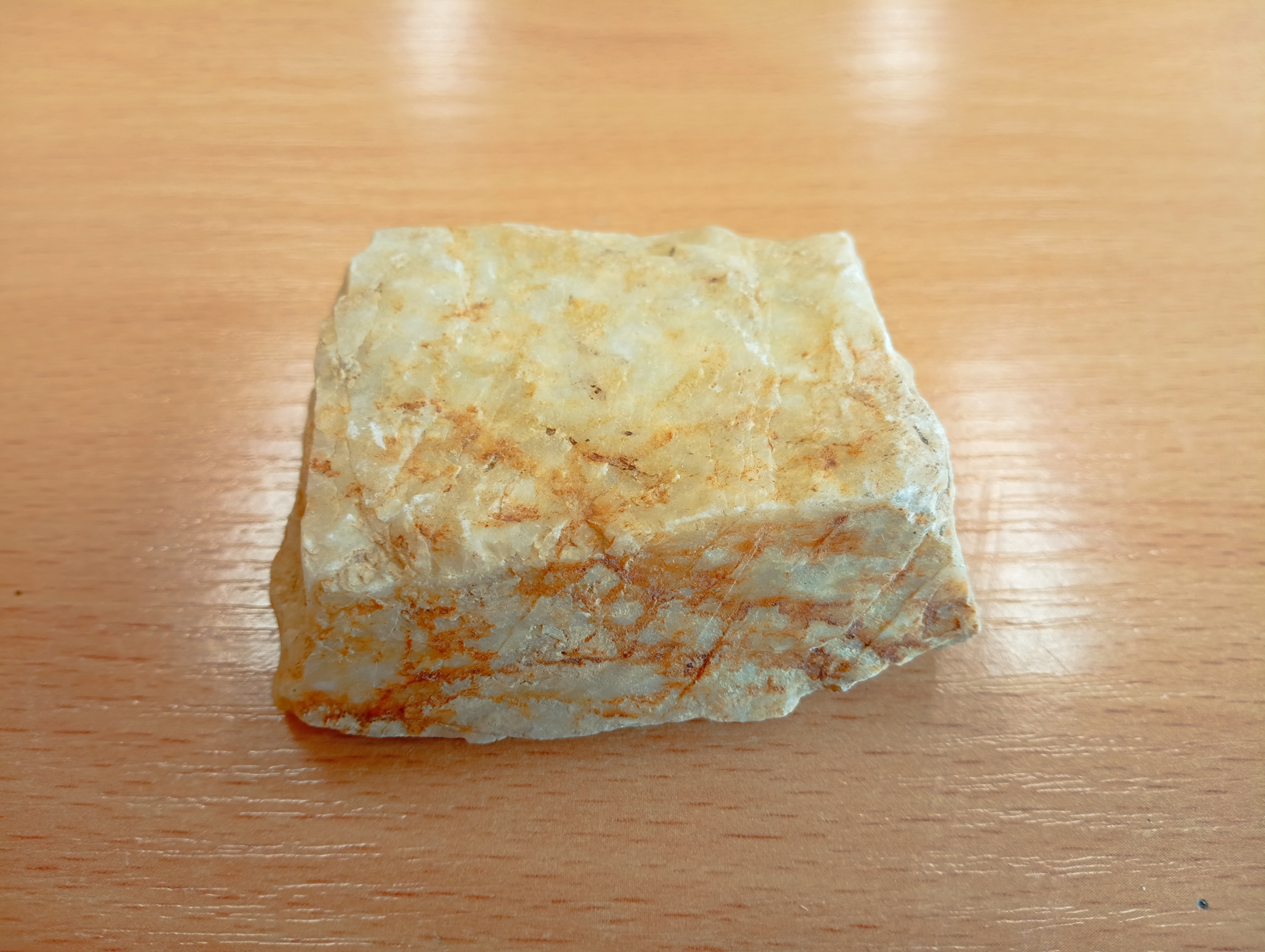
Křemen s limonitem